# Mucuna schlechteri
Mucuna schlechteri är en ärtväxtart som beskrevs av Hermann August Theodor Harms. Mucuna schlechteri ingår i släktet Mucuna och familjen ärtväxter. Inga underarter finns listade i Catalogue of Life.